# تورنهیل، داربی‌شر
تورنهیل (به انگلیسی: Thornhill) یک روستا و محله مدنی در بریتانیا است که در High Peak واقع شده‌است. تورنهیل ۱۵۴ نفر جمعیت دارد.